# Campanya de Saratoga
La campanya de Saratoga de 1777 va ser un intent de l'alt comandament britànic per a Amèrica del Nord per obtenir el control militar de la vall del riu Hudson durant la Guerra de la Independència dels Estats Units d'Amèrica. Va acabar en la rendició de l'exèrcit britànic. Segons l'historiador Edmund Morgan, «va ser un gran punt d'inflexió de la guerra, perquè els estatunidencs van guanyar el suport exterior que va ser l'últim element necessari per a la victòria».
L'embranzida principal de la campanya va ser planejada i iniciada pel general britànic John Burgoyne. Al comandament d'una força principal d'uns 8.000 homes, es va traslladar al sud al juny des del Quebec, va salpar del llac Champlain cap al centre de l'estat de Nova York, i després va marxar sobre la divisòria i riu avall de la vall del Hudson fins a Saratoga. Inicialment es va fustigar amb els defensors patriotes amb resultats diversos. Després de les pèrdues en les batalles de Saratoga al setembre i octubre, la seva posició deteriorada i l'augment de l'exèrcit estatunidenc, el van obligar a lliurar les seves forces al general estatunidenc Horatio Gates el 17 d'octubre.
En aquesta derrota crítica britànica en el camp de batalla, els moviments coordinats que s'havien fet a Londres no es van materialitzar. El Coronel Barry St. Leger havia estat assignat a moure's cap a l'est a través de la vall del riu Mohawk cap a Albany, Nova York, però es va veure obligat a retirar-se durant el setge de Fort Stanwix després de perdre els seus aliats amerindis. L'expedició principal planejada des del sud no va ser llançada a causa de la mala comunicació amb Londres quan el general William Howe va enviar el seu exèrcit per prendre Filadèlfia en lloc d'enviar-lo pel riu Hudson per enllaçar amb Burgoyne. A principis d'octubre es va fer un esforç d'última hora per reforçar Burgoyne des de la ciutat de Nova York, però va ser poc i massa tard.
La victòria estatunidenca va ser un enorme impuls moral per a la jove nació. Més important encara, va convèncer a França d'entrar a la guerra en aliança amb els Estats Units d'Amèrica, proporcionant obertament diners, soldats i municions, així com lluitant una guerra naval a tot el món contra Gran Bretanya.

## L'estratègia britànica
Cap a finals de 1776, a Anglaterra va ser evident que la pacificació de Nova Anglaterra era molt difícil a causa de l'alta concentració de patriotes. Londres va decidir aïllar Nova Anglaterra i concentrar-se a les regions central i meridional on suposadament podrien reunir els lleialistes.
Al desembre de 1776, el general John Burgoyne es va reunir amb Lord Germain, el Secretari d'Estat britànic per a les Colònies i l'oficial del govern responsable de la gestió de la guerra, per establir una estratègia per a 1777. Hi havia dos exèrcits principals a Amèrica del Nord amb els quals treballar: l'exèrcit del general Guy Carleton al Quebec, i l'exèrcit del general William Howe, que havien lluitat contra l'exèrcit de George Washington desde la ciutat de Nova York a la campanya de Nova York.

### El pla de Howe per a atacar Filadèlfia
El 30 de novembre de 1776 Howe, el comandant en cap britànic a Amèrica del Nord, va escriure a George Germain, descrivint un ambiciós pla per a la campanya de 1777. Howe va dir que si Germain l'enviava reforços substancials, podia llançar diverses ofensives, incloent-hi enviar 10.000 homes al riu Hudson per a capturar Albany, Nova York. Llavors, a la tardor, Howe podia moure's cap al sud i capturar Filadèlfia, que llavors era la capital dels Estats Units d'Amèrica. Howe aviat va canviar d'opinió després d'escriure aquesta carta: els reforços podrien no arribar, i la retirada de l'Exèrcit Continental durant l'hivern de 1776-1777 va fer de Filadèlfia un objectiu cada vegada més vulnerable. Per tant, Howe va decidir que la captura de Filadèlfia seria l'objectiu principal de la campanya de 1777. Howe va enviar a Germain aquest pla revisat, que Germain va rebre el 23 de febrer de 1777.

### El pla de Burgoyne per a capturar Albany
Burgoyne, que buscava comandar una força important, va proposar aïllar Nova Anglaterra amb una invasió de l'estat de Nova York des del Quebec. Això ja l'havia intentat el general Carleton el 1776, però va retardar l'inici d'una invasió a gran escala. Guy Carleton va ser molt criticat a Londres per no prendre avantatge de la retirada estatunidenca del Quebec, i també va ser intensament criticat per Germain. Això, combinat amb l'intent fallit del seu rival Henry Clinton de capturar Charleston, Carolina del Sud, va col·locar Burgoyne en una bona posició per aconseguir el comandament de la campanya del nord de 1777.

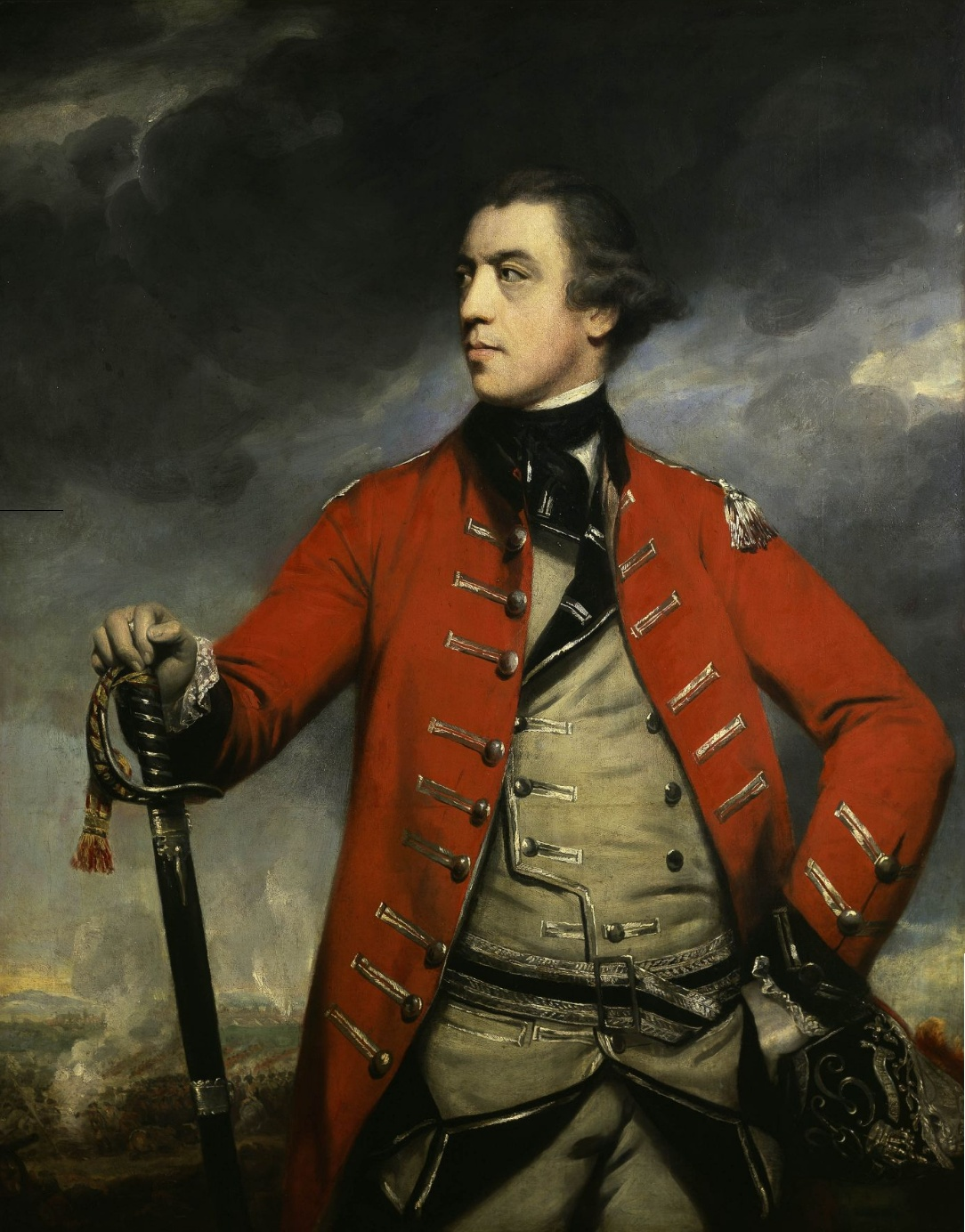
General John Burgoyne. Retrat pintat per Joshua Reynolds

Burgoyne va presentar un pla escrit a Lord Germain el 28 de febrer de 1777; Germain el va aprovar i va donar a Burgoyne el comandament de l'expedició principal.
El pla d'invasió de Burgoyne des del Quebec tenia dos components: dirigiria la força principal d'uns 8.000 homes des del sud de Mont-real al llarg del llac Champlain i la vall del riu Hudson, mentre que una segona columna d'uns 2.000 homes (que Barry St. Leger va ser escollit per dirigir-la), es va traslladar del llac Ontario cap a l'est per la vall del riu Mohawk en una desviació estratègica. Ambdues expedicions convergirien a Albany, on enllaçarien amb tropes de l'exèrcit de Howe, seguint el riu Hudson. El control de la ruta del llac Champlain - llac George - riu Hudson del Canadà a Nova York aïllaria Nova Anglaterra de la resta de les colònies americanes.
L'última part de la proposta de Burgoyne, l'avanç de Howe cap al Hudson des de Nova York, va resultar ser la part més controvertida de la campanya. Germain va aprovar el pla de Burgoyne després d'haver rebut la carta de Howe detallant la seva ofensiva proposada contra Filadèlfia. Si Germain li va dir a Burgoyne, que encara estava a Londres en aquell moment, sobre els plans revisats de Howe no és clar; mentre que algunes fonts afirmen que ho va fer, altres afirmen que Burgoyne no va ser notificat dels canvis fins que la campanya estava ben en marxa. L'historiador Robert Ketchum creu que Burgoyne probablement hauria estat conscient dels problemes que hi havia per davant si se li hagués notificat el pla de Filadèlfia. Tampoc és clar si Germain, Howe i Burgoyne tenien les mateixes expectatives sobre el grau en què Howe havia de donar suport a la invasió del Quebec. El que és clar és que Germain va deixar els seus generals amb massa llibertat, o sense una estratègia general clarament definida.
El març de 1777, Germain va aprovar l'expedició de Howe cap a Filadèlfia i no va incloure cap ordre expressa per a Howe d'anar cap a Albany. No obstant això, Germain també va enviar Howe una còpia de les seves instruccions a Carleton, que clarament va declarar que l'exèrcit del nord s'havia de reunir amb l'exèrcit de Howe a Albany. En una carta de Germain a Howe datada el 18 de maig de 1777, va deixar clar que l'expedició a Filadèlfia havia de «ser executada a temps perquè pugueu cooperar amb l'exèrcit ordenat per procedir del Canadà i posar-lo sota el vostre comandament.». Però aquesta última carta no va ser rebuda per Howe fins després d'haver sortit de Nova York per Chesapeake. Per atacar Filadèlfia, Howe es podria haver mogut per terra a través de Nova Jersey o per mar a través de la badia del Delaware, ambdues opcions li haurien mantingut una posició per ajudar a Burgoyne si fos necessari. La ruta final que va prendre, a través de la badia de Chesapeake, va consumir molt temps i el va deixar totalment incapaç d'ajudar a Burgoyne com Germain havia previst. La decisió era tan difícil d'entendre que els crítics més hostils de Howe l'acusaven de traïció deliberada.
Burgoyne va tornar a la ciutat de Quebec el 6 de maig de 1777, amb una carta de Lord Germain que va introduir el pla però no tenia detalls. Això va produir un altre dels conflictes de comandament que van assolar els britànics durant tota la guerra. El tinent general Burgoyne tècnicament va superar al general major Carleton, però Carleton encara era el governador del Quebec. Les instruccions de Germain a Burgoyne i Carleton havien limitat específicament el paper de Carleton a les operacions al Quebec. Aquest fet contra Carleton, combinat amb el fracàs de Carleton per aconseguir el comandament de l'expedició, va portar a la seva renúncia més tard el 1777, i a la seva negativa a subministrar tropes dels regiments de Quebec per a la guarnició dels forts de Crown Point i Ticonderoga després de ser capturats.

## L'estratègia estatunidenca
George Washington (l'exèrcit del qual estava acampat a Morristown, Nova Jersey) i el comandament militar estatunidenc, no tenia una bona imatge dels plans britànics per a 1777. La qüestió principal sobre les ments de Washington i els seus generals Horatio Gates i Philip Schuyler (que eren al seu torn responsables del Departament del Nord de l'Exèrcit Continental i la seva defensa del riu Hudson) era dels moviments de l'exèrcit de Howe a Nova York. No tenien cap coneixement significatiu del que s'havia planejat per a les forces britàniques al Quebec, malgrat les queixes de Burgoyne que tothom a Mont-real sabia el que estava planejant. Els tres generals no estaven d'acord en el que seria el moviment més probable de Burgoyne, i el Congrés Continental va expressar l'opinió que l'exèrcit de Burgoyne probablement es traslladaria a Nova York per mar.
En part, com a resultat d'aquesta indecisió, i el fet que es aïllaria de les seves línies de subministrament si Howe es movia cap al nord, les guarnicions del Fort Ticonderoga i d'altres forts de les valls Mohawk i Hudson no van augmentar significativament. Schuyler va prendre la mesura l'abril de 1777 d'enviar un gran regiment sota el comandament del coronel Peter Gansevoort per rehabilitar el Fort Stanwix a la vall d'aigües amunt del riu Mohawk com un pas en la defensa contra els moviments britànics en aquesta zona. Washington també va ordenar que quatre regiments s'establissin a Peekskill, Nova York, que podrien ser dirigits tant al nord com al sud en resposta als moviments britànics.
Les tropes estatunidenques van ser assignades al teatre de Nova York el juny de 1777. Prop de 1.500 soldats (incloent-hi els del coronel Gansevoort) estaven en llocs d'avançada al llarg del riu Mohawk, uns 3.000 soldats estaven a les terres altes del riu Hudson sota el comandament del general Israel Putnam, i Schuyler comandava uns 4.000 soldats (inclosos els de la milícia local i les tropes a Ticonderoga sota el comandament de St. Clair).

## L'interès internacional

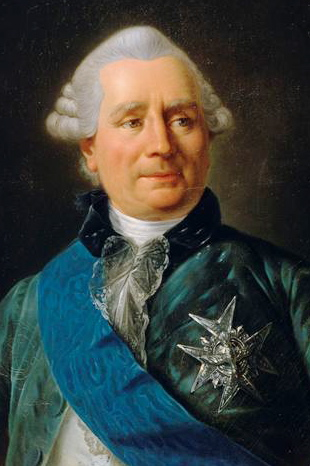
Charles Gravier, comte de Vergennes. Retrat pintat per Antoine-François Callet

Des de la Guerra dels Set Anys, els ministres d'Afers Exteriors de França, començant per Choiseul, havien seguit la idea general que la independència de les colònies britàniques d'Amèrica del Nord seria bona per a França i dolenta per a la Gran Bretanya, i a més que els intents francesos de recuperar parts de Nova França serien perjudicials per a aquesta causa.
Quan la guerra va esclatar el 1775, el Comte de Verguennes, llavors ministre d'Afers Exteriors, va esbossar una sèrie de propostes que van portar en secret el suport francès i també espanyol al Congrés Continental, i alguns preparatius per a la possibilitat de guerra, inclosa l'expansió de les seves armades. Vergnes no va pensar que la participació oberta en la guerra fos diplomàtica o políticament viable fins que l'exèrcit de Washington va demostrar la seva força i capacitat per obtenir victòries militars sense assistència significativa. Per promoure l'objectiu de la participació francesa en la guerra, Vergnes va seguir de prop les notícies d'Amèrica del Nord i Londres, i va treballar per eliminar els impediments de la participació espanyola en la guerra. Vergnes va arribar a proposar la guerra al rei Lluís XVI l'agost de 1776, però les notícies de la captura de la ciutat de Nova York per Howe van enfonsar aquest pla.

## L'inici de la campanya
La major part de l'exèrcit de Burgoyne havia arribat a Quebec a la primavera de 1776, i va dificultar l'avanç de les tropes de l'Exèrcit Continental des de la província. A més dels regulars britànics, les tropes del Quebec van incloure diversos regiments dels principats alemanys de Hessen-Kassel, Hesse-Hanau (del nom dels quals ve la referència comuna de Hessià) i Brunswick-Wolfenbüttel sota el comandament del baró Friedrich Adolph Riedesel. D'aquestes forces regulars, 200 regulars britànics i 300-400 alemanys van ser assignats a l'expedició de St. Leger's a la vall del Mohawk, i uns 3.500 homes van romandre al Quebec per protegir la província. Les forces restants van ser assignades a Burgoyne per la campanya a Albany. Se suposava que les forces regulars s'incrementarien fins a 2.000 milicians reclutats al Quebec; al juny, Carleton havia aconseguit reunir només tres petites companyies. Burgoyne també havia esperat el suport de 1.000 amerindis per a l'expedició. Uns 500 es van unir entre Mont-real i Crown Point.
L'exèrcit de Burgoyne es va veure assetjat per dificultats de transport abans de sortir del Quebec, cosa que aparentment ni Burgoyne ni Carleton van anticipar. Com que l'expedició esperava viatjar principalment per l'aigua, hi havia pocs carros, cavalls i altres animals de tir disponibles per moure la gran quantitat d'equipament i subministraments en les parts terrestres de la ruta. Només a principis de juny, Carleton va emetre ordres per comprar carros suficients per moure l'exèrcit. En conseqüència, els carros estaven mal construïts, amb fusta verda, i els equips eren empesos per civils amb un alt risc de deserció.
El 13 de juny de 1777, Burgoyne i Carleton van revisar les forces reunides a Saint-Jean-sur-Richelieu (a la riba del riu Richelieu, just al nord del llac Champlain), i Burgoyne van rebre ceremonialment el comandament. A més de cinc vaixells de vela construïts l'any anterior, s'havia construït un sisè vaixell i tres més havien estat capturats després de la batalla de Valcour Island. Això va proporcionar alguns transports, així com cobertura militar per a la gran flota de vaixells de transport que van moure l'exèrcit cap al sud al llac.
A l'endemà, l'exèrcit que Burgoyne va embarcar tenia uns 7.000 soldats regulars i més de 130 peces d'artilleria que anaven des de morters lleugers a 24 lliures (11 kg). Els seus regulars van ser organitzats en una força avançada sota el comandament del general de brigada Simon Fraser, i dues divisions. El general major William Phillips va dirigir els 3.900 regulars britànics al flanc dret, mentre que els 3.100 alemanys del baró Riedesel ho van fer al flanc esquerra. Les seves tropes regulars van començar en bon estat, però alguns, en particular alguns dels dragons alemanys, estaven mal equipats per als combats en zones deshabitades.
L'expedició del coronel St. Leger també es va reunir a mitjans de juny. La seva força, una companyia mixta de regulars britànics, lleialistes i Hessians d'uns 750 homes, van abandonar Lachine, prop de Mont-real, el 23 de juny.

## La caiguda del Fort Ticonderoga
Burgoyne i el general Carlton van tornar a situar les tropes a Fort Saint-Jean, prop de l'extrem nord del llac Champlain, el 14 de juny. El 21 de juny, l'exèrcit que havia arribat al llac va ocupar l'abandonat Fort Crown Point el 30 de juny.. Els indis i altres elements de la força avançada van establir una pantalla tan eficaç que els defensors estatunidencs de Ticonderoga desconeixien la ubicació exacta i la força de la força que es movia al llarg del llac. El 1r de juliol, el general Arthur St. Clair, qui havia quedat al comandament de Fort Ticonderoga i les seves defenses circumdants amb una guarnició d'uns 3.000 regulars i milícies, no tenia coneixement de la força completa de l'exèrcit de Burgoyne, els grans elements dels quals eren llavors només a 6,4 km de distància. St. Clair havia rebut l'ordre del general Schuyler per mantenir-se ferm tant com fos possible, i havia planejat dues vies de retirada.

L'enfrontament va començar en les estructures exteriors de defensa de Ticonderoga el 2 de juliol. El 4 de juliol, la major part de la guarnició estatunidenca es trobava a Fort Ticonderoga o prop del Mont Independence, la gran fortificació a la banda de Vermont del llac. Desconegut pels estatunidencs, la seva retirada d'una posició defensiva externa va permetre als britànics situar l'artilleria al turó conegut llavors com a Sugar Loaf (ara Mont Defiance), permetent tenir una visió per sobre de la fortalesa. St. Clair es va retirar la nit després de veure el canó britànic a Sugar Loaf el 5 de juliol, i els homes de Burgoyne van ocupar la fortificació principal i les posicions a Mount Independence el 6 de juliol. La rendició indiscutible del suposat inexpugnable fort va causar un escàndol públic i polític. Tot i que una investigació posterior va aclarir les decisions de Schuyler i de St. Clair, el Congrés Continental va substituir Schuyler pel general Horatio Gates com a comandant del Departament del Nord de l'Exèrcit Continental a l'agost.

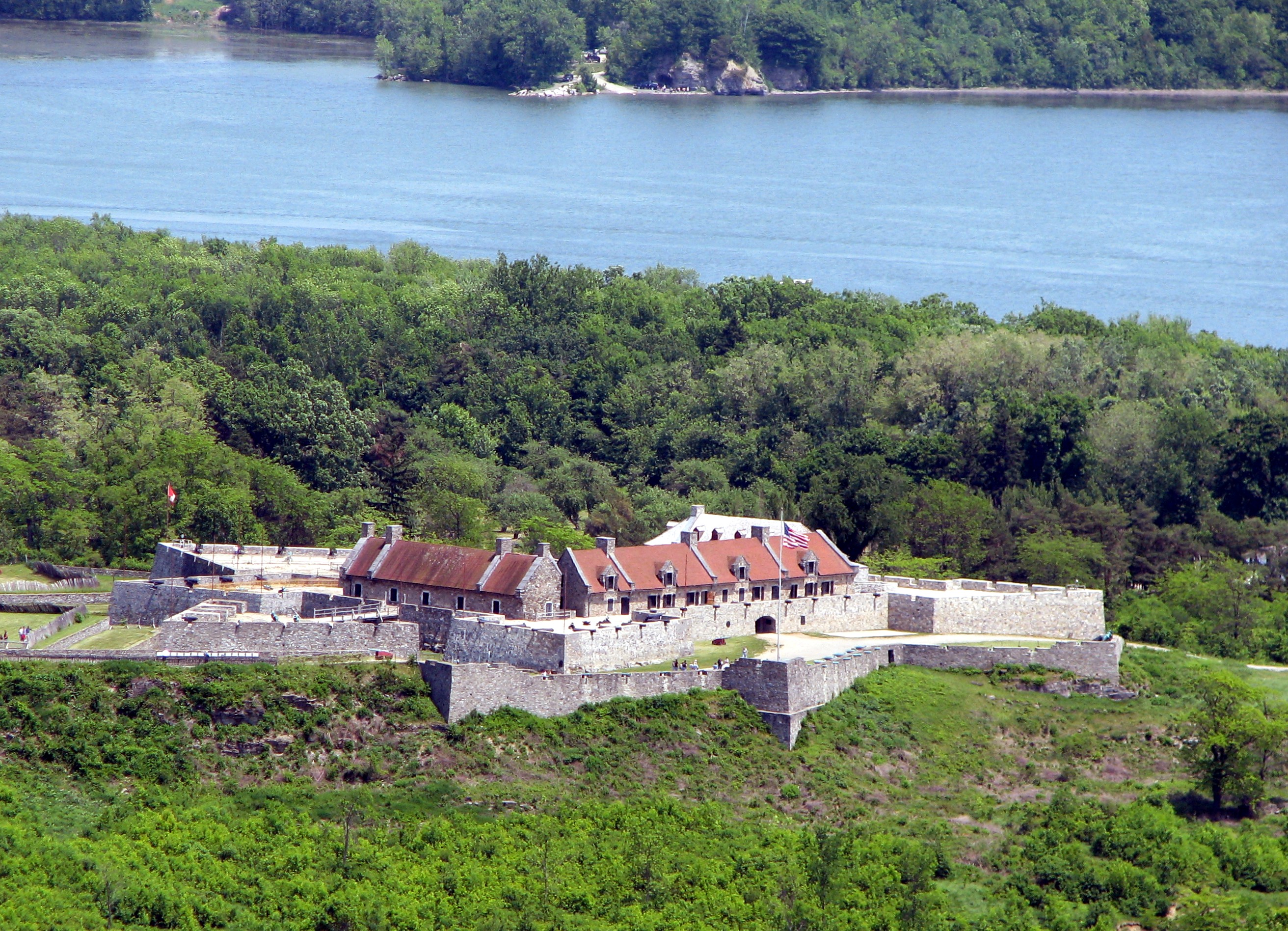
Fort Ticonderoga vist des de Mont Defiance
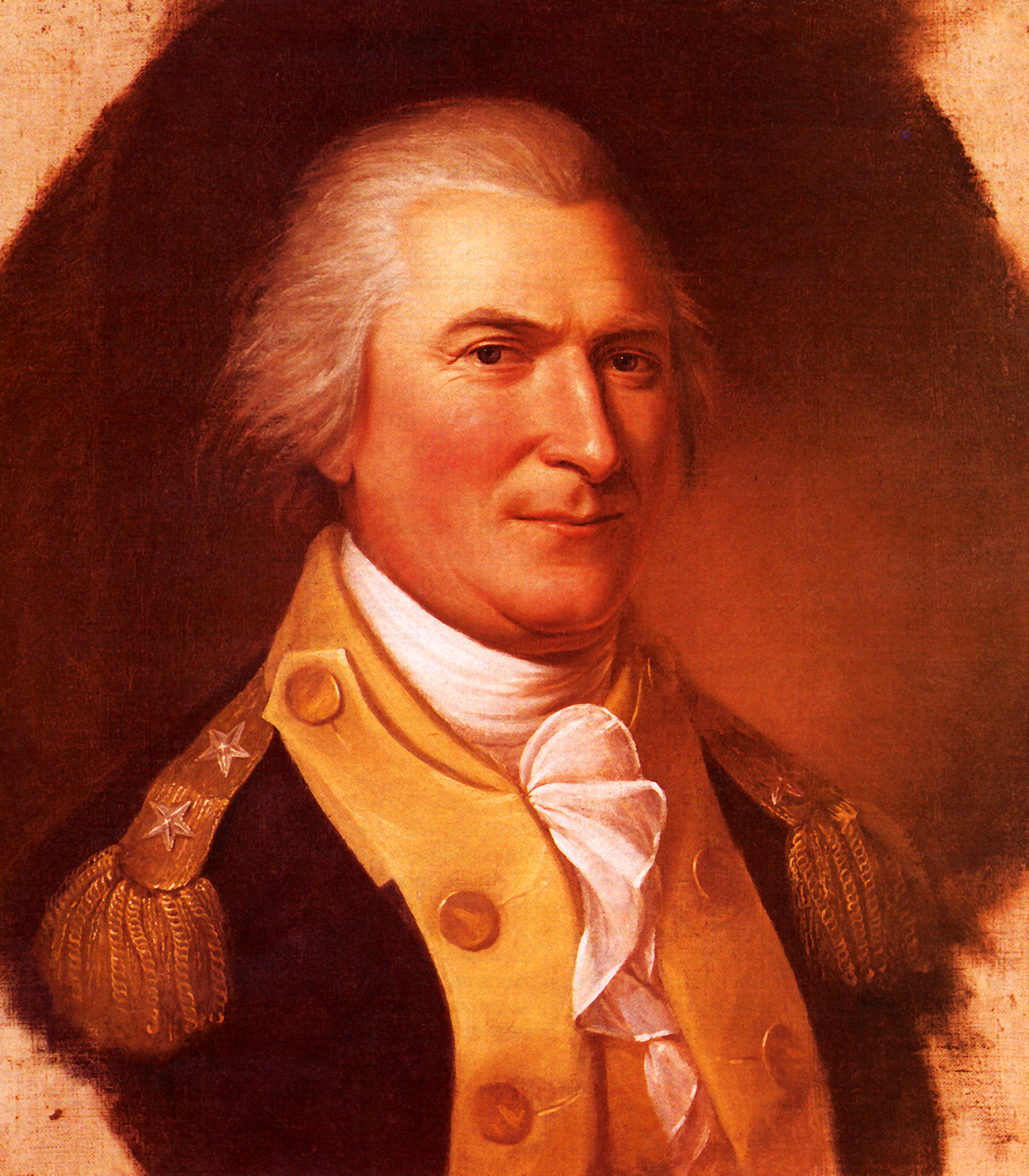
General Arthur St. Clair. Retrat pintat per Charles Willson Peale

Burgoyne va enviar forces del seu cos principal per perseguir l'exèrcit en retirada que St. Clair havia enviat cap al sud a través de dues rutes diferents. Els britànics es van trobar amb tropes estatunidenques en retirada almenys tres vegades. El general Fraser i elements de les tropes del baró Riedesel es van enfrontar a una resistència determinada a la batalla de Hubbardton el 7 de juliol, i aquell mateix dia també hi va haver un enfrontament a Skenesboro entre l'avantguarda de l'exèrcit principal i les companyies en retirada de Pierse Long. Aquests enfrontaments van ser seguits per un altre enfrontament a la batalla de Fort Anne el 8 de juliol, en què una companyia d'avançada de l'exèrcit britànic va ser gairebé delmada. Aquestes accions van costar als estatunidencs un 50% més de baixes que les dels britànics, i van demostrar als oficials britànics que eren capaços de resistir. L'exèrcit de Burgoyne va ser reduït a 1.500 homes com a resultat de les accions de Ticonderoga. Va deixar 400 homes a la guarnició al magatzem d'armes de Crown Point i altres 900 per defensar Ticonderoga, i les batalles que van seguir van provocar unes 200 baixes.
La major part de l'exèrcit de St. Clair es va retirar a través dels New Hampshire Grants (actual Vermont). St. Clair va fer una crida als estats perquè donessin suport amb a la milícia, i també va disposar que la major part del bestiar de la zona i els subministraments fossin lliurats a Fort Edward (al riu Hudson), on els exèrcits americans es reagruparien. St. Clair va arribar a Fort Edward el 12 de juliol després de cinc dies de marxes esgotadores. Alguns dels romanents que havien estat dispersats a Hubbardton es van unir a l'exèrcit, però Seth Warner i les restes del seu regiment van ser estacionats a Manchester, als Grants.

## Reacció i la tàctica del retard
Burgoyne es va instal·lar a la casa del lleialista Philip Skene a Skenesboro mentre que les parts del seu exèrcit es van reagrupar i va començar a planejar els seus següents passos. Va escriure cartes descrivint la victòria britànica, destinada al consum públic. Quan aquesta notícia va arribar a les capitals d'Europa, el rei Jordi III el va alegrar, però el Comte de Vergnes no, ja que les notícies van enfonsar una proposta primerenca per a l'entrada francesa a la guerra. Els diplomàtics britànics van augmentar la pressió sobre els francesos i espanyols, exigint que tanquessin els seus ports a la navegació americana. Tot i que aquesta demanda va ser rebutjada, va augmentar notablement les tensions entre les potències. La notícia també va ser durament rebuda pel Congrés i entre els estatunidencs van aparéixer calumnies que St. Clair i Schuyler havien estat subornats.
El 10 de juliol, Burgoyne va emetre ordres per a la següent sèrie de moviments. La major part de l'exèrcit havia de prendre la carretera de Skenesboro-Fort Edward des de Fort Anne, mentre que l'artilleria pesada havia de ser transportada pel llac George cap a Fort Edward. Les tropes de Riedesel van ser enviades de tornada cap a Castleton, principalment com una maniobra de distracció destinada a suggerir que l'exèrcit es dirigia cap al riu Connecticut. La decisió de Burgoyne de moure l'exèrcit per terra a través de Fort Anne va ser curiosa, ja que contradeia els seus propis comentaris anteriors sobre la planificació de l'expedició, en els quals va observar prèviament que els defensors podien bloquejar fàcilment la ruta. La seva decisió sembla haver estat motivada per dos factors; el primer és la percepció que moure l'exèrcit per l'aigua a través del llac George requeriria un moviment retrògrad que podria ser percebut com una retirada, i el segon és la influència de Philip Skene, la propietat del qual es beneficiaria per la carretera millorada que Burgoyne hauria de construir.
El general Schuyler, a Albany quan va rebre la notícia de la caiguda de Ticonderoga, immediatament va cavalcar cap a Fort Edward, on hi havia una guarnició d'uns 700 regulars i 1.400 milicians. Va decidir fer que el pas de Burgoyne fos el més difícil possible, utilitzant la destral com a arma; ja que era molt més fàcil fer caure grans arbres en el camí de l'enemic que treure'ls després de caure; això va dificultar l'avanç de Burgoyne, enlentint l'avanç de les seves tropes i, per tant, consumir més subministraments. L'11 de juliol, Burgoyne va escriure a Lord Germain queixant-se que els estatunidencs estaven sistemàticament talant arbres, destruint ponts, i fent embassaments al llarg de la carretera cap a Fort Edward. Schuyler també va emprar tàctiques de terra cremada per impedir l'accés britànic a les provisions locals. Malgrat la manca de moviment de Burgoyne, els seus exploradors van ser actius; alguns del homes de Schuyler van ser atacats.
Les tàctiques de Schuyler requerien que Burgoyne construís una carretera a través del desert per als seus canons i tropes, una tasca que va durar unes dues setmanes. Es van mudar de Skenesboro el 24 de juliol i van arribar a Fort Edward el 29 de juliol, trobant que Schuyler ja l'havia abandonat, en una retirada que va acabar a Stillwater, Nova York. Abans de deixar Skenesboro, Burgoyne es va unir a uns 500 amerindis (la majoria ottawes, però també meskwaki, mississaugas i anishinaabemowin, així com membres dels iroquesos) de la regió dels Grans Llacs sota el lideratge de St. Luc de la Corne i Charles Michel de Langlade.

## L'expedició de St. Leger
Tinent Coronel St. Leger va navegar pel St. Lawrence per creuar el llac Ontario per arribar a Oswego sense incidents. Tenia uns 300 regulars, recolzats per 650 canadencs milicians lleialistes, i es van unir a ells 1.000 amerindis dirigits per John Butler i els caps de guerra iroquesos Joseph Brant, Sayenqueraghta i Cornplanter. Deixant Oswego el 25 de juliol, van marxar cap a Fort Stanwix, al riu Mohawk, i van començar a assetjar-lo el 2 d'agost. Uns 800 membres de la milícia del comtat de Tryon i els seus aliats amerindis van marxar per alleujar el setge, però alguns britànics i amerindis de St. Leger van ser emboscats el 6 d'agost a la sagnant batalla d'Oriskany. Mentre els estatunidencs mantenien el camp de batalla, es retiraren a causa de les fortes baixes que patien, incloent-hi el ferit mortal del seu líder, el general Nicholas Herkimer. Guerrers de les nacions iroqueses van lluitar amb els dos bàndols de la batalla, marcant el començament d'una guerra civil dins de les Sis Nacions. Durant l'acció d'Oriskany, els assetjats estatunidencs van organitzar una sortida de Fort Stanwix i van atacar el campament amerindi gairebé buit. Combinat amb les significatives baixes ameríndies a Oriskany, això va ser un cop significatiu a la moral amerinda.

Marxa de Burgoyne cap a Albany (juny-octubre de 1777)

El 10 d'agost, Benedict Arnold va deixar Stillwater (Nova York), per Fort Stanwix amb 800 homes de l'Exèrcit Continental del Departament del Nord de Schuyler. Esperava reclutar membres de la milícia del Comtat de Tryon quan va arribar a Fort Dayton el 21 d'agost. Arnold només podia reunir unes 100 milicians, ja que la majoria dels homes de la milícia que havien estat a Oriskany no estaven interessats a unir-se, per la qual cosa va recórrer a subterfugis. Va organitzar la fugida d'un captiu lleialista, que va convèncer a St. Leger que Arnold venia amb una força molt més gran del que realment tenia. Amb aquesta notícia, Joseph Brant i la resta dels amerindis de St. Leger es van retirar. Van prendre la major part dels seus subministraments podien transportar, i St. Leger es va veure obligat a aixecar el setge i tornar a través d'Oswego cap al Quebec. Arnold envià un destacament poc després d'ells, i va enviar la resta de la seva força cap a l'est per reunir-se amb les forces estatunidenques a Saratoga. Els restants homes de St. Leger van arribar a Fort Ticonderoga el 27 de setembre. La seva arribada va ser massa tard per donar suport a Burgoyne, l'exèrcit del qual ja estava sent atacat per les creixents forces estatunidenques de les rodalies.

## Les dificultats
L'avanç de l'exèrcit de Burgoyne cap al Fort Edward va ser, com amb l'aproximació a Ticonderoga, precedit per una onada d'amerindis, que va perseguir el petit contingent de tropes que hi havia allà per Schuyler. Aquests aliats es van impacientar i van començar incursions indiscriminades contra famílies i assentaments fronterers, que van tenir l'efecte d'augmentar el suport local als rebels americans. En particular, la mort a mans ameríndies de la jove colona lleialista Jane McCrea, va ser àmpliament divulgat i va servir com a catalitzador per al suport rebel, ja que la decisió de Burgoyne de no castigar els autors va ser vista com a falta de voluntat o incapacitat per mantenir els amerindis sota control.

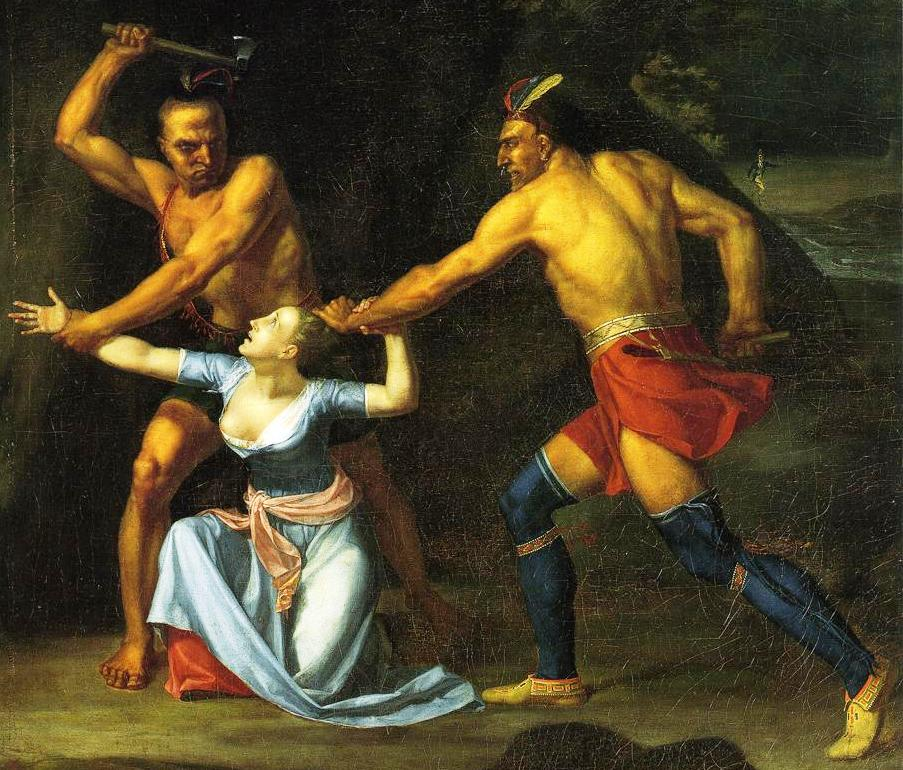
Aquesta representació de La mort de Jane McCrea va ser pintada el 1804 per John Vanderlyn (detall)
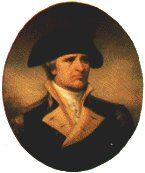
General John Stark, «l'Heroi de Bennington»

Tot i que la major part del seu exèrcit va fer el viatge de Skenesboro a Fort Edward en només cinc dies, la manca de transport adequat de l'exèrcit va servir per retardar de nou l'exèrcit, ja que el tren de subministrament, obstaculitzat per la manca d'animals de tir i carros i carretes que eren capaços de fer front a les vies a través del desert, va enlentir l'avanç.
El 3 d'agost, finalment els missatgers del general Howe van poder fer el seu camí a través de les línies estatunidenques cap al campament de Burgoyne a Fort Edward. Els intents dels generals britànics de comunicar-se van ser frustrats per la captura i el penjament dels seus missatgers pels estatunidencs. Els missatgers no van portar bones notícies. El 17 de juliol Howe va escriure que s'estava preparant per sortir per mar amb el seu exèrcit per a capturar Filadèlfia, i que el general Clinton, responsable de la defensa de la ciutat de Nova York, «actuaria segons les circumstàncies». Burgoyne es va negar a divulgar el contingut d'aquest correus al seu personal.
En adonar-se que ara tenia un greu problema de subministrament, Burgoyne va decidir actuar sobre un suggeriment que el baró Riedesel li havia fet al juliol. Riedesel, les forces del qual Burgoyne havia estacionat a Castleton durant un temps mentre era a Skenesboro, havia observat que l'àrea era rica en cavalls i animals de tir, i que podrien ser confiscats per l'exèrcit (incloent-hi el muntatge dels Dragons desmuntats de Riedesel). Seguint aquesta idea, Burgoyne va enviar el regiment del coronel Friedrich Baum cap a l'oest de Massachusetts i els New Hampshire Grants el 9 d'agost, juntament amb alguns dragons de Brunsvic. La major part del destacament de Baum mai va tornar de la batalla del 16 d'agost de Bennington, i els reforços que havia enviat després d'ells van tornar després que van ser devastats en la mateixa batalla, fet que va privar a Burgoyne de gairebé 1.000 homes i de subministraments tan necessaris. El que Burgoyne no sabia era que les peticions de St. Clair per rebre suport a la milícia després de la retirada de Ticonderoga havien estat contestades, i el general John Stark havia enviat 2.000 homes cap a Bennington. La força de Stark va envoltar Baum a Bennington, matant-lo i capturant gran part del seu destacament.
La mort de Jane McCrea i la batalla de Bennington, a més d'actuar com a reclam per a unir als estatunidencs, van tenir un altre efecte important. Burgoyne va culpar els seus aliats amerindis i canadencs per la mort de McCrea, i, fins i tot després que els amerindis haguessin perdut 80 dels seus homes a Bennington, Burgoyne no els va mostrar gratitud. Com a resultat, Langlade, La Corne, i la majoria dels amerindis van abandonar el campament britànic, deixant Burgoyne amb menys de 100 exploradors indis. Burgoyne no va tenir cap protecció al bosc contra els estatunidencs. Burgoyne més tard culparia La Corne per desertar, mentre que La Corne va contrarestar que Burgoyne mai va respectar els amerindis. Al Parlament britànic, Lord Germain es va posar del costat de La Corne.

## El canvi de sort dels estatunidencs
Mentre que la tàctica del retard va funcionar bé en el camp, el resultat en el Congrés Continental va ser un assumpte diferent. El general Horatio Gates va estar a Filadèlfia quan el Congrés va discutir sobre la caiguda de Ticonderoga, i Gates estava més que disposat a culpabilitzar als generals reticents. Alguns membres del Congrés ja s'havien impacientat amb el general George Washington, volent una gran confrontació directa que pogués eliminar les forces d'ocupació, però que Washington temia que probablement perdrien la guerra. John Adams, el cap del Comitè de Guerra, va elogiar Gates i va comentar que «mai tindrem un lloc fins que disparem un general». Per les objeccions de la delegació de Nova York, el Congrés va enviar Gates a prendre el comandament del Departament del Nord el 10 d'agost. També va ordenar als estats de Pennsilvània a Massachusetts que mobilitzessin les seves milícies. El 19 d'agost, Gates va arribar a Albany per fer-se càrrec. Era fred i arrogant, i va excloure a Schuyler del seu primer consell de guerra. Schuyler va marxar cap a Filadèlfia poc després, privant Gates del seu coneixement íntim de la zona.
Al llarg del mes d'agost, i continuant fins al setembre, les companyies de milicians van arribar als camps de l'Exèrcit Continental al Hudson. Aquests van ser augmentats per les tropes que Washington va mobilitzar al nord de les terres altes de Hudson com a part de l'operació del general Arnold per rellevar Stanwix. Aquestes tropes van arribar a finals d'agost i van incloure els franctiradors del cos de rifles de Daniel Morgan, que va enviar al nord del seu propi exèrcit. Les notícies dels èxits estatunidencs a Bennington i Fort Stanwix, combinats amb la indignació per la mort de Jane McCrea, van reunir el suport, incrementant l'exèrcit de Gates a més de 6.000 soldats armats. Aquest nombre no incloïa el petit exèrcit de Stark a Bennington, que es va reduir en mida per malaltia i la sortida d'algunes de les seves companyies, però també va ser augmentat per diversos centenars de soldats allistats pel general Benjamin Lincoln, qui va ser assignat per fer atacs contra el subministrament i les comunicacions de Burgoyne.

## Saratoga
La «Batalla de Saratoga» sovint es representa com un sol esdeveniment, però en realitat era una sèrie de maniobres d'un mes de durada causades per dues batalles. A principis de setembre de 1777, l'exèrcit de Burgoyne, ara amb una força de 7.000 homes, es trobava a la riba est del Hudson. Havia après del fracàs de St. Leger a Stanwix el 28 d'agost, i fins i tot abans que Howe no li donès suport substancial de la ciutat de Nova York. Davant la necessitat d'arribar a les zones d'hivern defensables (que requeririen la retirada cap a Ticonderoga) o avançar cap a Albany, va decidir sobre aquest últim. Després d'aquesta decisió, va prendre dues decisions crucials més. Va decidir tallar deliberadament les comunicacions al nord, de manera que no necessitava mantenir una cadena de llocs d'avançada fortament fortificats entre la seva posició i Ticonderoga, i va decidir travessar el riu Hudson mentre es trobava en una posició relativament forta. Per tant, va ordenar a Riedesel, les forces del qual es trobaven a la rereguarda, abandonar els llocs d'avançada de Skenesboro al sud, i va ordenar a l'exèrcit travessar el riu al nord de Saratoga, que va fer entre el 13 i el 15 de setembre. Movent-se amb cautela, ja que la sortida del seu suport amerindi li havia privat d'una caça fiable, Burgoyne va avançar cap al sud. El 18 de setembre, l'avantguarda del seu exèrcit havia arribat a una posició al nord de Saratoga, a uns 6,4 km de la línia defensiva estatunidenca, i es van produir escaramusses entre els principals elements dels exèrcits.

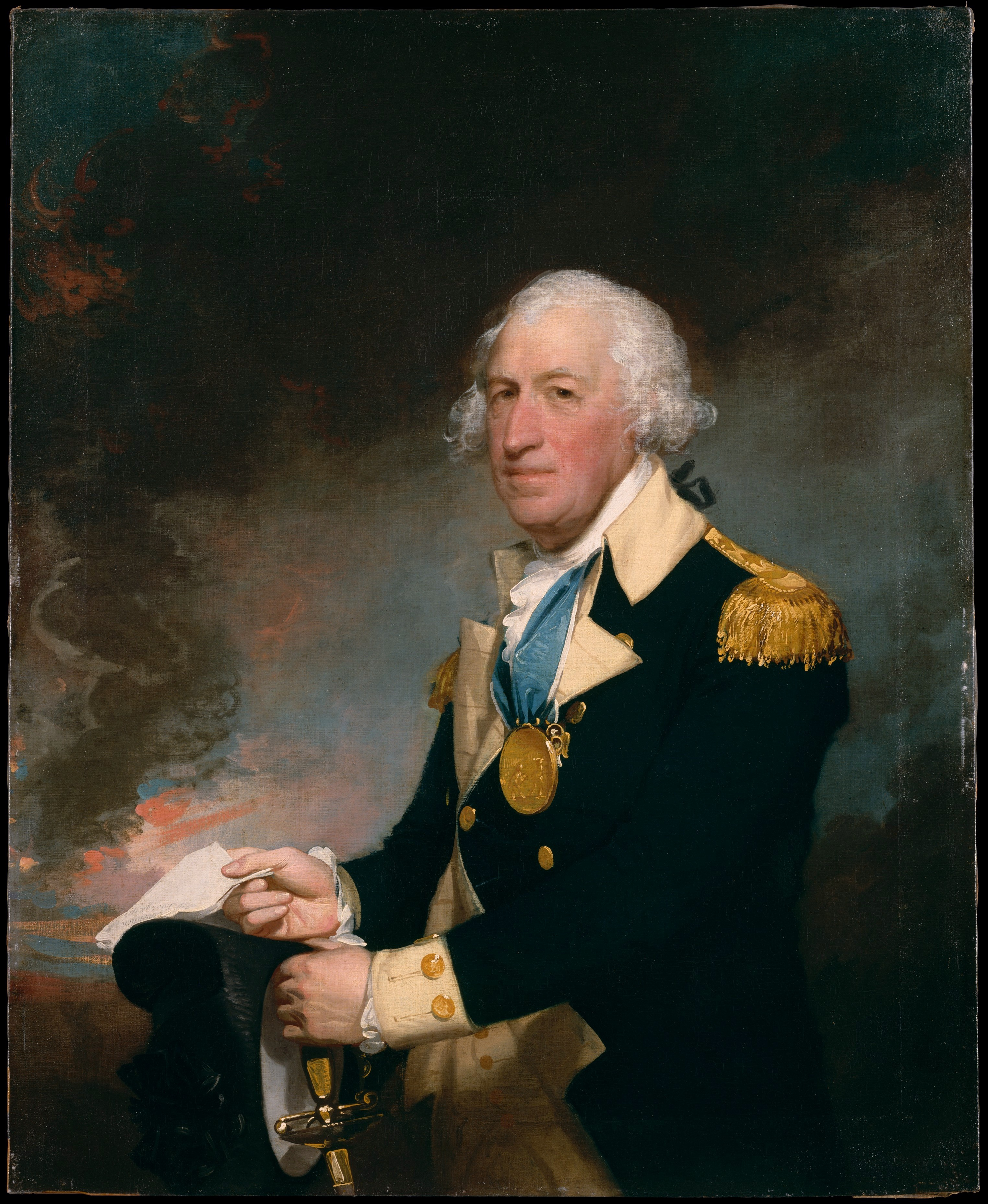
General Horatio Gates. Retrat pintat per Gilbert Stuart
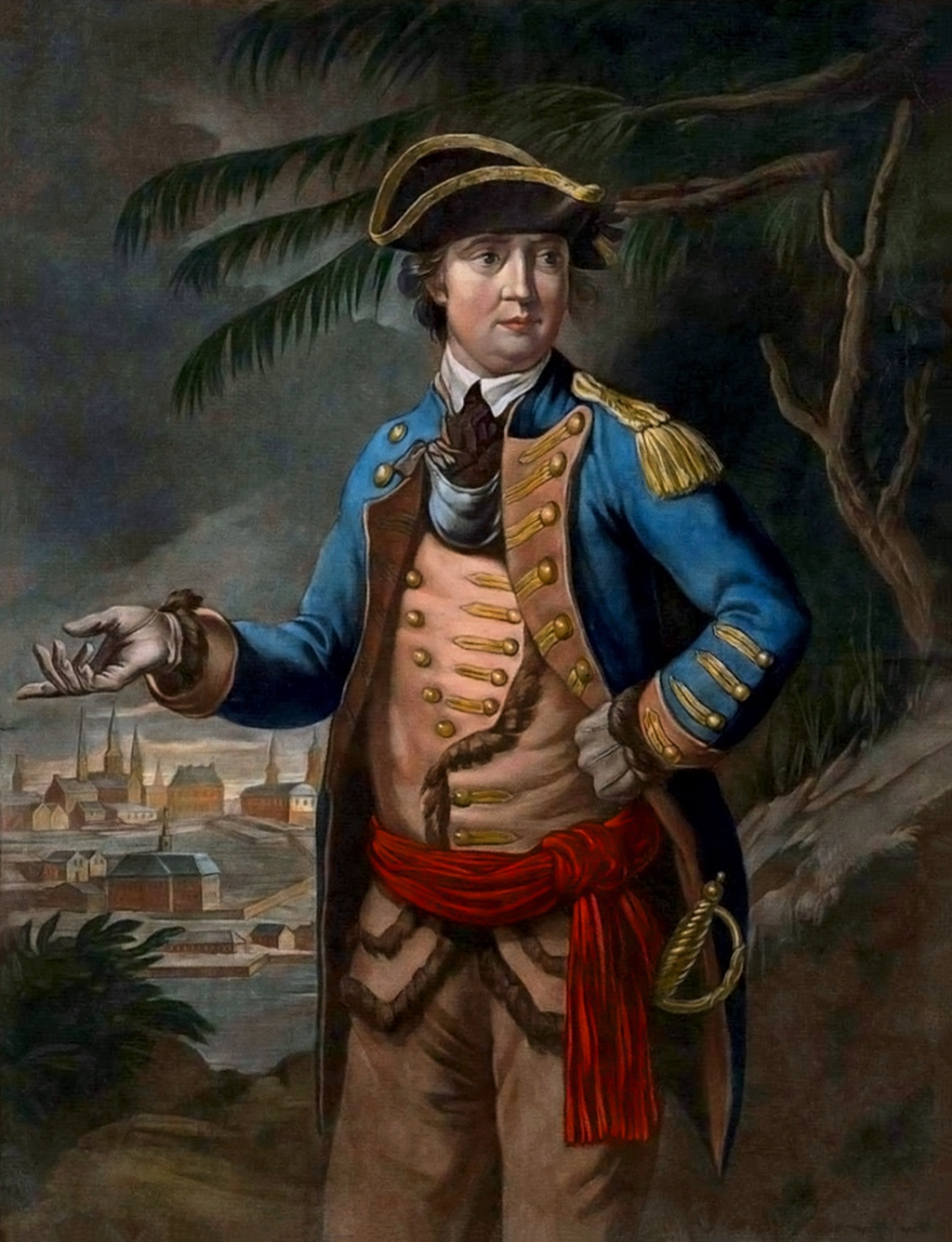
Concepció artística del General Benedict Arnold, pintat per Thomas Hart

Quan Gates es va fer càrrec de l'exèrcit de Schuyler, gran part es trobava prop de la desembocadura del riu Mohawk, al sud de Stillwater. El 8 de setembre va ordenar a l'exèrcit, i després uns 10.000 homes (dels quals uns 8.500 eren efectius de combat), que es dirigís cap a Stillwater amb la idea d'establir defenses allà. L'enginyer polonès Tadeusz Kościuszko va trobar que l'àrea era inadequada per a les obres defensives adequades, de manera que es va trobar una nova ubicació a uns 3 km més al nord (i uns 16 km al sud de Saratoga). En aquesta ubicació, Kosciusko va establir línies defensives que s'estenien des del riu fins als cingles anomenats Bemis Heights.
El costat dret d'aquestes defenses va ser donat nominalment al general Lincoln, però mentre ell liderava les tropes destinades a un atac de distracció contra Ticonderoga, Gates va assumir el comandament d'aquesta part de la línia. Gates va posar al general Arnold, amb qui havia tingut prèviament una bona relació, al comandament del flanc esquerra de l'exèrcit, les defenses occidentals a Bemis Heights. La relació entre els dos es va calmar quan Arnold va triar posar al seu càrrec el seu comandament amb els amics de Schuyler, a qui Gates odiava. Combinat amb les males relacions entre Gates i Arnold, això finalment va fer bullir les disputes de poder intern.

### La granja de Freeman
Tant els generals Burgoyne com Arnold van reconèixer la importància del flanc esquerra estatunidenc. Burgoyne va reconèixer que la posició estatunidenca podia ser flanquejada, i va dividir les seves forces, enviant un gran destacament cap a l'oest el 19 de setembre. Arnold, també reconeixent que era probable un atac britànic a l'esquerra, va demanar permís a Gates per moure les seves forces cap a la granja de Freeman per anticipar-se a aquesta maniobra. Gates es va negar a dur a terme un moviment general, ja que volia esperar darrere de les seves defenses per a l'atac frontal esperat; però va permetre a Arnold enviar els fusellers de Daniel Morgan i una mica d'infanteria lleugera per a un reconeixement en força per a esbrinar la capacitat de combat de l'enemic. Aquestes forces van precipitar la batalla de la granja de Freeman quan van entrar en contacte amb el flanc dret de Burgoyne. En la batalla subsegüent, els britànics van guanyar el control de la granja de Freeman, però a costa de 600 baixes, el 10% de les seves forces.
Després de la batalla va esclatar la disputa entre Gates i Arnold. No només Gates no va esmentar a Arnold en el relat oficial de la batalla que va enviar al Congrés, sinó que també va transferir la companyia de Morgan (que havia estat tècnicament independent però que havia operat sota el comandament d'Arnold en la batalla) al seu comandament directe. Arnold i Gates van tenir una discussió sorollosa a les habitacions de Gates, en la qual Gates va dir que el general Lincoln el reemplaçaria. Després de l'argument Arnold va redactar una carta a Gates explicant les seves queixes i demanant una transferència al comandament de Washington. Gates li va donar permís a Arnold per a marxar, i va continuar infligint petites humiliacions a Arnold. Una raó comunament referenciada per la qual Arnold va optar per romandre és que una petició signada per tots els oficials de línia, excepte Gates i Lincoln, el van convèncer de quedar-se. Encara que es van considerar propostes per a aquest document, no hi ha proves contemporànies que s'hagi redactat i signant un document així.
Burgoyne va considerar la renovació de l'atac l'endemà, però el va cancel·lar quan Fraser va assenyalar que molts homes estaven fatigats dels esforços del dia anterior. Per tant, va fer entrar el seu exèrcit i va esperar la notícia del suport que havia d'arribar del sud, ja que una carta que va rebre del general Clinton a Nova York el 21 de setembre va suggerir que un moviment cap amunt del Hudson podria treure part de l'exèrcit de Gates. Tot i que era conscient de les desercions persistents que reduïen la mida del seu exèrcit i que l'exèrcit estava quedant sense menjar i altres subministraments crítics, no sabia que l'exèrcit estatunidenc creixia dia a dia, o que Gates tenia informació sobre com era de greu la situació al seu campament.

### Atac a Ticonderoga

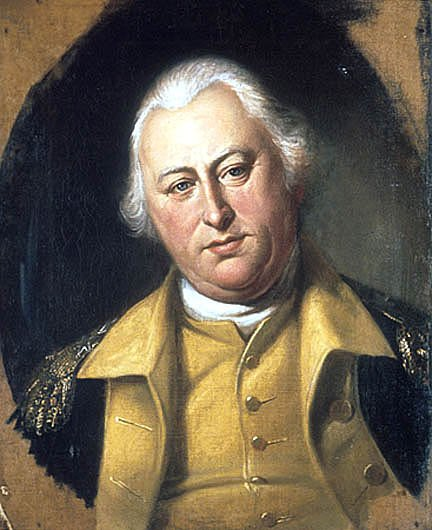
General Benjamin Lincoln. Retrat pintat per Charles Willson Peale

Desconegut pels dos bàndols a Saratoga fins que després de la batalla, el general Lincoln i el coronel John Brown havien protagonitzat un atac contra la posició britànica a Fort Ticonderoga. Lincoln havia recollit 2.000 homes a Bennington a principis de setembre. Després de marxar cap al nord cap a Pawlet, van rebre la notícia que la guàrdia de Ticonderoga podria ser atacada per sorpresa. Lincoln va enviar tres destacaments de 500 homes cadascun per «molestar, dividir i distreure l'enemic». Un destacament va anar cap a Skenesboro, que va ser trobat abandonat pels britànics. El segon va ocupar Mount Independence a la banda est del llac Champlain, mentre que el tercer destacament, dirigit per John Brown, es va aproximar a Ticonderoga.
El matí del 18 de setembre, Brown va sorprendre els defensors britànics a l'extrem sud de la ruta de la pastilla que connectava el llac George amb el llac Champlain. Ràpidament, els seus homes van continuar sorprenent els defensors britànics i capturaren peces d'artilleria fins que van arribar a l'altura de la terra just abans de Ticonderoga, on van ocupar les "velles línies franceses" (així anomenades perquè hi havia una defensa francesa improbablement en mans d'un exèrcit britànic molt més gran en la batalla de Carillon de 1758). En el camí va rescatar 100 presoners estatunidencs (augmentant així la mida de la seva força) i va capturar gairebé 300 britànics. La seva demanda de la rendició del fort va ser rebutjada, i durant els següents quatre dies els homes de Brown i el fort intercanviaven foc de canó, amb poc efecte. Com que no tenia prou recursos per atacar el fort, Brown es va retirar al llac George, on va fer un intent fallit de capturar un magatzem d'emmagatzematge en una illa del llac.
El matí del 18 de setembre, Brown va sorprendre els defensors britànics a l'extrem sud de la pista que connectava el llac George amb el llac Champlain. Ràpidament pujant per la pista, els seus homes van continuar sorprenent els defensors britànics i capturant peces d'artilleria fins que van arribar a l'altura del terreny just abans de Ticonderoga, on van ocupar les «velles línies franceses» (anomenat així perquè va ser allà on una defensa francesa va resistir contra un exèrcit britànic molt més gran a la batalla de Carillon de 1758). Durant el camí va rescatar 100 presoners estatunidencs (augmentant així la mida de la seva força) i va capturar prop de 300 britànics. La seva demanda de rendició del fort va ser rebutjada i, durant els quatre dies següents, els homes de Brown i el fort van intercanviar foc de canó, amb poc efecte. Com que no tenia prou força per assaltar el fort, Brown es va retirar cap al llac George, on va intentar sense èxit capturar un dipòsit d'emmagatzematge en una illa del llac.
El general Gates va escriure a Lincoln el dia de la batalla de la granja de Freeman, ordenant que la seva força tornés a Saratoga i que «no s'ha de perdre ni un moment». Lincoln va arribar a Bemis Heights el 22 de setembre, però l'última de les seves tropes no va arribar fins al 29.

### Sir Henry Clinton intenta una distracció
El general Howe, quan va deixar Nova York per dirigir-se cap a Filadèlfia, havia posat al general Sir Henry Clinton al capdavant de la defensa de Nova York, amb instruccions per ajudar Burgoyne si apareixien oportunitats. Clinton va escriure a Burgoyne el 12 de setembre que «faria una empenta a [Fort] Montgomery d'aquí a deu dies» si «creieu que 2000 homes us poden ajudar efectivament». Quan Burgoyne va rebre la carta, va respondre immediatament, apel·lant a Clinton perquè li donés instruccions sobre si havia d'intentar avançar o retirar-se, segons la probabilitat de l'arribada de Clinton a Albany per a obtenir suport. Burgoyne va indicar que si no rebia resposta el 12 d'octubre es veuria obligat a retirar-se.
El 3 d'octubre, Clinton va navegar pel riu Hudson amb 3.000 homes. El 6 d'octubre, un dia després de rebre l'apel·lació de Burgoyne, va capturar els forts de les terres altes anomenats Clinton i Montgomery. Burgoyne mai va rebre les cartes de Clinton després d'aquesta victòria, ja que els tres missatgers van ser capturats. Clinton va seguir la victòria desmantellant la cadena que travessava el Hudson i va enviar una força d'atac cap al riu que va arribar fins al nord, fins a Livingston Manor, el 16 d'octubre abans de tornar enrere. La notícia dels moviments de Clinton només va arribar a Gates després de la batalla de Bemis Heights.

### Bemis Heights

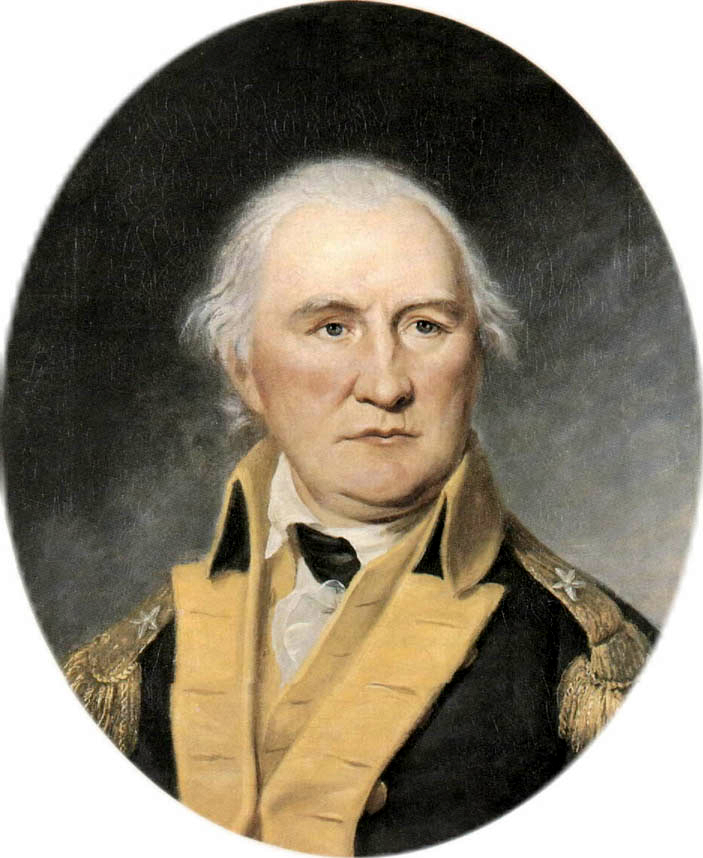
General Daniel Morgan. Retrat pintat per Charles Willson Peale

A més dels 2.000 homes de Lincoln, les unitats de milícies es van abocar al camp americà i van augmentar l'exèrcit estatunidenc amb més de 15.000 homes. Burgoyne, que havia impossat al seu exèrcit racions curtes el 3 d'octubre, va convocar un consell l'endemà. La decisió d'aquesta reunió va ser llançar un reconeixement en força d'uns 1.700 homes cap al flanc esquerre estatunidenc. Burgoyne i Fraser van dirigir aquest destacament a primera hora de la tarda del 7 d'octubre. Els seus moviments van ser detectats i Gates volia ordenar combatre només als homes de Daniel Morgan. Arnold va dir que era clarament insuficient i que calia enviar una gran força. Gates, posposat per última vegada pel to d'Arnold, el va acomiadar dient: «Aquí no tens res a fer». No obstant això, Gates va accedir a consells similars donats per Lincoln. A més d'enviar la companyia de Morgan a la dreta britànica, també va enviar la brigada d'Enoch Poor contra l'esquerra de Burgoyne. Quan les tropes de Poor van entrar en contacte, la batalla de Bemis Heights estava en marxa.
L'atac estatunidenc inicial va ser altament eficaç i Burgoyne va intentar ordenar la retirada, però el seu ajudant va ser abatut abans de poder transmetre l'ordre. En intensos combats, els flancs de la força de Burgoyne van quedar exposats, mentre els Brunswickers del centre es van oposar a l'atac decidit de Learned. El general Fraser va resultar ferit de mort en aquesta fase de la batalla. Tot i que es diu que és freqüentment l'obra de Timothy Murphy, un dels homes de Morgan, la història sembla ser una invenció del segle xix. Després de la caiguda de Fraser i l'arribada de tropes estatunidenques addicionals, Burgoyne va ordenar que el que quedava de la força es retirés darrere de les seves línies consolidades.
El general Arnold, frustrat pel so dels combats en què no participava, va sortir de la seu estatunidenca per unir-se a la batalla. Arnold, que alguns afirmaven que tenia una fúria borratxa, va portar la batalla a la posició britànica. El flanc dret de la línia britànica consistia en dos reductes de terra que havien estat erigits a la Granja de Freeman, on es trobaven els brunswickers sota el comandament de Heinrich Breymann i infanteria lleugera sota les ordres de Lord Balcarres. Arnold va reunir per primera vegada tropes per atacar el reducte de Balcarres, sense èxit. Després va travessar amb valentia la bretxa entre els dos reductes, un espai custodiat per una petita companyia d'irregulars canadencs. Els homes de Learned els van seguir i van atacar la part posterior oberta del reducte de Breymann. El cavall d'Arnold va caure d'ell, atrapant-lo i trencant-li la cama. Breymann va ser assassinat en la ferotge acció mantenint la seva posició. Tanmateix, es va fer de nit i la batalla va finalitzar. La batalla va suposar un bany de sang per a les tropes de Burgoyne: gairebé 900 homes van ser morts, ferits o capturats, en comparació amb uns 150 per als estatunidencs.

## La rendició
Simon Fraser va morir de les seves ferides l'endemà, però no va ser fins a gairebé la posta de sol que va ser enterrat. Burgoyne va ordenar llavors que l'exèrcit que es trobaven a les trinxeres que havien estat sotmeses a un assetjament persistent pels estatunidencs, es retirés. Una conseqüència del combat va ser que el general Lincoln també va ser ferit. Combinat amb les ferides d'Arnold, això va privar Gates dels seus dos comandants de camp superiors.
L'exèrcit va trigar gairebé dos dies a arribar a Saratoga, on les fortes pluges i les escaramusses estatunidenques contra la columna van alentir el ritme de l'exèrcit. Burgoyne va ser ajudat per problemes logístics en el campament estatunidenc, on la capacitat de l'exèrcit per avançar es va veure obstaculitzada pels retards en l'avanç i l'emissió de racions. No obstant això, Gates va ordenar als destacaments prendre posicions a la riba est del Hudson per oposar-se a qualsevol intent de travessar el riu. Al matí del 13 d'octubre, l'exèrcit de Burgoyne estava completament envoltat, per la qual cosa el seu consell va votar per obrir negociacions. El 16 d'octubre es van acordar els termes, que Burgoyne va insistir a anomenar-la «convenció» en lloc de «capitulació».
La baronessa Riedesel, esposa del comandant de les tropes alemanyes, va descriure en el seu diari la confusió i la fam de l'exèrcit britànic en retirada. El seu relat de la tribulació i la mort d'oficials i homes, i de les dones aterrides que s'havien refugiat al celler del que més tard es coneixeria com la Casa Marshall dramatitza la desesperació de l'exèrcit assetjat.
El 17 d'octubre, l'exèrcit de Burgoyne es va rendir amb tots els honors de guerra. Burgoyne va entregar la seva espasa a Gates, que immediatament la va tornar com un signe de respecte. L'exèrcit de Burgoyne, al voltant de 6.000 homes, va marxar per a apilar armes mentre que les bandes estatunidenques i britàniques tocaven Yankee Doodle i The British Granaders.

## Després de la campanya
Les tropes britàniques es van retirar de Ticonderoga i Crown Point al novembre, i el llac Champlain va quedar lliure de tropes britàniques a principis de desembre. D'altra banda, les tropes estatunidenques encara tenien treball per a fer. Alertades per les incursions del general Clinton en el Hudson, la major part de l'exèrcit va marxar cap al sud, cap a Albany, el 18 d'octubre, mentre que altres destacaments van acompanyar l'«Exèrcit de la Convenció». Burgoyne i Riedesel es van convertir en convidats del general Schuyler, que havia vingut al nord d'Albany per presenciar la rendició. Burgoyne va poder tornar a Anglaterra en llibertat condicional el maig de 1778, on va passar els dos anys següents defensant les seves accions al Parlament i a la premsa. Finalment va ser intercanviat per més de 1.000 presoners estatunidencs.

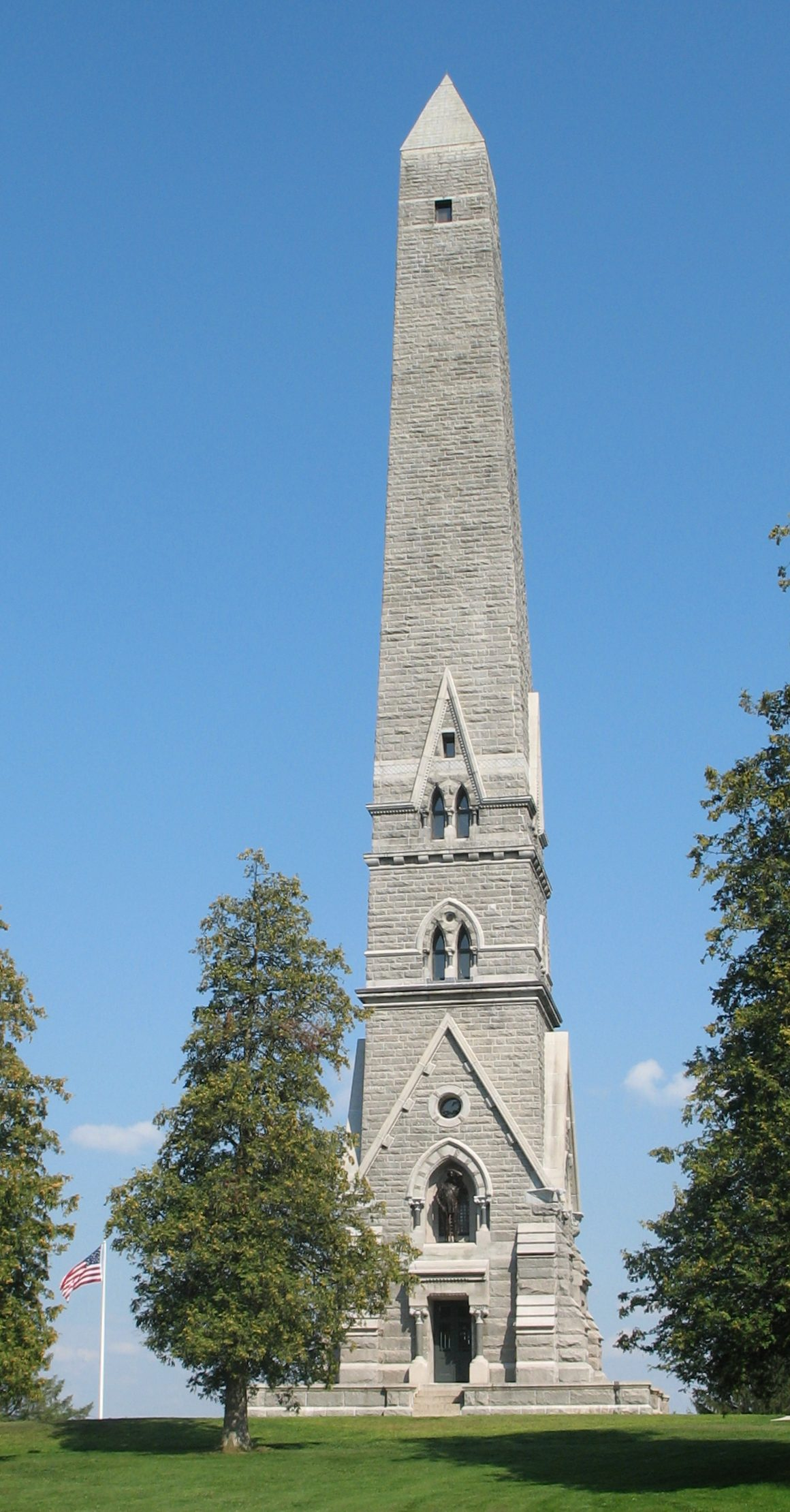
Monument a la Victòria (Saratoga)
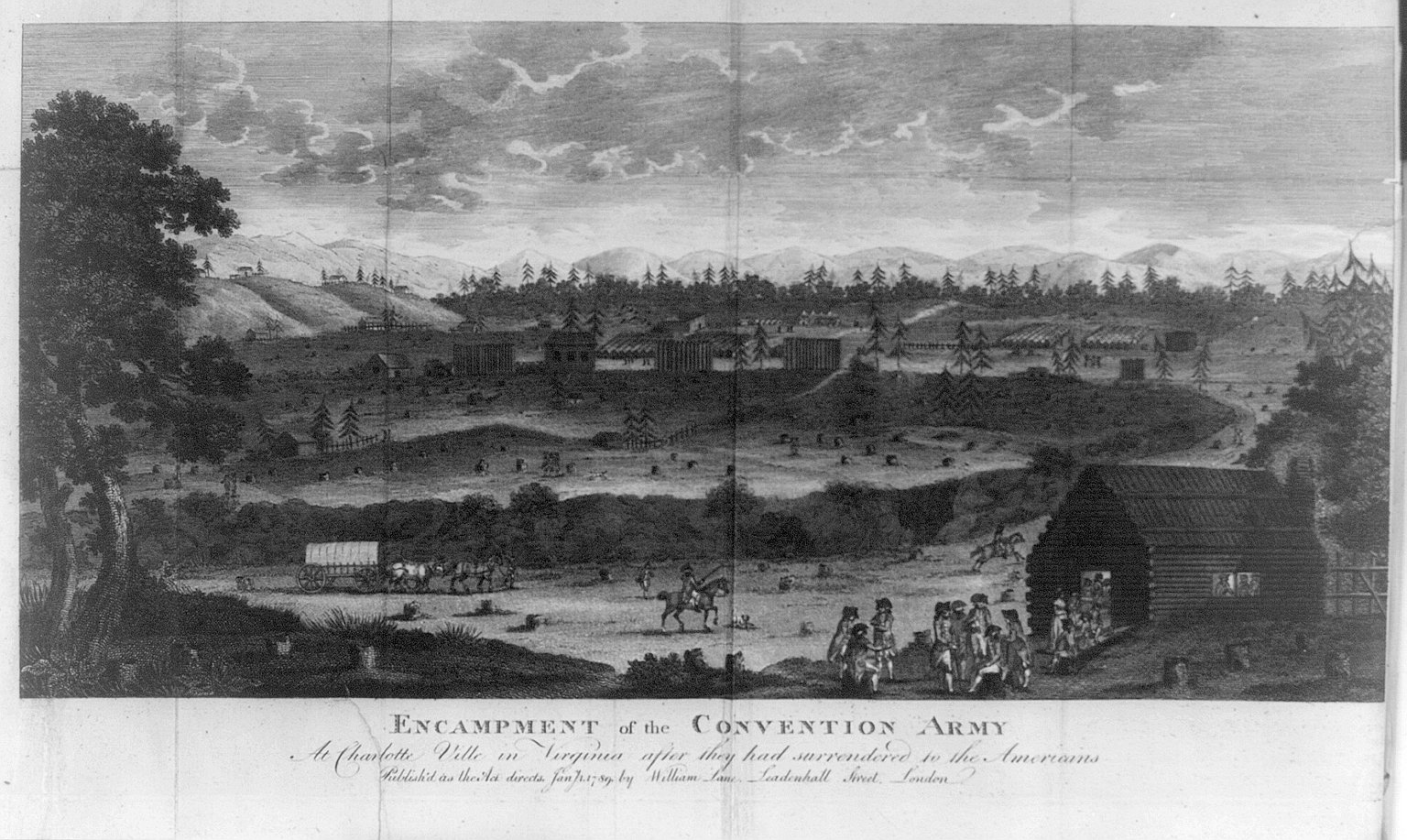
Un aiguafort de 1789 que representa el campament de l'Exèrcit de la Convenció a Charlottesville, Virgínia

En resposta a la rendició de Burgoyne, el Congrés Continental va declarar el 18 de desembre de 1777 com una festa nacional «per a un Dia d'Acció de Gràcies solemne i elogi» en reconeixement de l'èxit militar a Saratoga; va ser la primera observança oficial de la nació d'una festa amb aquest nom.

### L'exèrcit de la Convenció
Segons els termes de la convenció, l'exèrcit de Burgoyne havia de marxar cap a Boston, on els vaixells britànics el transportarien de tornada a Anglaterra, a condició que els seus membres no participessin en el conflicte fins que no els intercanviessin formalment. El Congrés va exigir a Burgoyne que proporcionés una llista de tropes a l'exèrcit perquè es poguessin fer complir els termes de l'acord relatiu als futurs combats. Quan es va negar, el Congrés va decidir no respectar els termes de la convenció i l'exèrcit va romandre en captivitat. L'exèrcit es va mantenir durant un temps en petits campaments per tota Nova Anglaterra. Tot i que es van intercanviar oficials de manera individual, gran part de l'«Exèrcit de la Convenció» va ser finalment traslladat cap al sud, fins a Virgínia, on va romandre presoner durant diversos anys. Al llarg de la seva captivitat, un gran nombre d'homes (més de 1.300 només el primer any) van escapar o van desertar i establir als Estats Units d'Amèrica.

## Conseqüències
El 4 de desembre de 1777, Benjamin Franklin va rebre la notícia a Versalles que Filadèlfia havia caigut i que Burgoyne s'havia rendit. Dos dies més tard, el rei Lluís XVI va acceptar les negociacions per a una aliança. El tractat va ser signat el 6 de febrer de 1778, i França va declarar la guerra a la Gran Bretanya un mes més tard, començant les hostilitats amb escaramusses navals contra Ushant al juny. Espanya no va entrar a la guerra fins al 1779, quan va entrar a la guerra com a aliat de França, de conformitat amb el Tractat secret d'Aranjuez. Els moviments diplomàtics de Vergnes després de l'entrada francesa a la guerra també van tenir un impacte material en la posterior entrada de les Províncies Unides a la guerra, i les declaracions de neutralitat per part d'altres importants jugadors geopolítics com Rússia.
El govern britànic de Lord North va rebre fortes crítiques quan la notícia de la rendició de Burgoyne va arribar a Londres. De Lord Germain es va dir que «el secretari és incapaç de dur a terme una guerra», i Horace Walpole va opinar (incorrectament, com va resultar) que «estem ... molt a prop del final de la guerra americana». Lord North va emetre una proposta de termes de pau al Parlament que no incloïa la independència; quan finalment van ser lliurats al Congrés per la Comissió de Pau de Carlisle, van ser rebutjats.

## Homenatges a la campanya
La major part dels camps de batalla de la campanya s'han conservat d'alguna manera, generalment com a parcs estatals o nacionals, però també com a llocs històrics sota control estatal o federal. Alguns monuments erigits per marcar les batalles són llistats com a monuments històrics nacionals i alguns estan llistats per separat en el Registre Nacional de Llocs Històrics. Moltes de les batalles són recreades regularment, i la batalla de Bennington (encara que en realitat es va lliurar en l'actual Walloomsac, Nova York) està marcada a l'estat de Vermont com el «Dia de la Batalla de Bennington».
Les commemoracions de les contribucions de Benedict Arnold al triomf americà de la campanya són particularment notables. L'obelisc del Parc Històric Nacional de Saratoga té, en tres alcoves dels seus quatre costats, estàtues de tres generals instrumentals en l'èxit a Saratoga: Gates, Schuyler i Morgan. La quarta alcova, que representa a Arnold, és buida. El parc també conté el Monument Arrencat que, encara que no s'identifica amb Arnold pel seu nom, reconeix clarament la seva contribució a la segona batalla de Saratoga.
Els portaavions USS Saratoga (CV-3) i USS Bennington (CV-20), que van participar en la Segona Guerra Mundial, van ser batejats en honor de les batalles de la campanya de Saratoga.